# Villar de Barrio
Villar de Barrio (oficialmente y en gallego, Vilar de Barrio, desde 1985) es un municipio español de la provincia de Orense, en Galicia. Pertenece a la Comarca de La Limia.

## Geografía humana

### Demografía
Cuenta con una población de 1199 habitantes (INE 2024).
| Gráfica de evolución demográfica de Villar de Barrio entre 1842 y 2021 |
| |
| Población de derecho según los censos de población del INE Población de hecho según los censos de población del INEEn estos censos se denominaba Villar de Barrio: 1842, 1857, 1860, 1877, 1887, 1897, 1900, 1910, 1920, 1930, 1940, 1950, 1960, 1970 y 1981 |

| Evolución de la población de Villar de Barrio - desde 1900 hasta 2022 -                                                              |        |        |        |        |        |        |         |         |          |          |          |          |
| 1900 | 1930   | 1950   | 1981   | 2004   | 2007   | 2010   | 2011    | 2012    | 2013     | 2020     | 2021     | 2022     |
| 32 220 | 31 499 | 31 713 | 31 952 | 31 914 | 31 645 | 31 254 | {{{8}}} | {{{9}}} | {{{10}}} | {{{11}}} | {{{12}}} | {{{13}}} |
| Fuentes: INE e IGE (Los criterios de registro censal variaron entre 1900 y 2011, y los datos del INE y del IGE pueden no coincidir.) |        |        |        |        |        |        |         |         |          |          |          |          |

### Organización territorial
El municipio está formado por veintitrés entidades de población distribuidas en nueve parroquias:
- Alberguería (Santa María)[7][9][8]
- Arnuid[7] (Santa María)[10]
- Bóveda (Santa María)
- Maus[7] (San Pedro)[11][12][8]
- Padreda (San Miguel)
- Prado (Santa Cruz)
- Rebordechao[7] (Santa María)[11][13][8]
- Seiró (San Salvador)
- Villar de Barrio[7] (San Pedro Félix)[14]

## Patrimonio
Castros en Bóveda y Padreda, restos de lápidas funerarias, puente sobre el río Arnoia en Arnuíde, la cruz de San Martín en Alemparte y parte de una vía romana que iba desde Chaves hasta Verín. La casa del marqués de Bóveda en Bóveda y la Casa dos Gaiosos en la parroquia de Padreda, del siglo XVIII.

## Camino de Santiago
Este camino de la Vía de la Plata cruza la parte oeste del municipio atravesando las parroquias de Villar de Barrio y Padreada y las aldeas de A Seara y Penouzos y es una alternativa de la peregrinación a Santiago.

## Festividades
La fiesta gastronómica más importante de Villar de Barrio es la Fiesta de la Patata (Festa da Pataca en gallego), que se celebra en el mes de octubre; junto con la de San Fiz celebrada el primer fin de semana de agosto.

## Clima
El municipio posee un clima muy suave pasando a frío. Podría clasificarse como clima de montaña durante el invierno y como clima continental de interior o mediterráneo suave durante el verano. La media de mínimas en el mes de diciembre es de 2 °C y las máximas se sitúan alrededor de los 9 °C; la sierra que lo rodea fácilmente se puede encontrar nevada en época invernal. En la época de verano, la población puede llegar a experimentar los 40 °C e incluso sobrepasarlos. Muchas veces la sensación térmica es más intensa que lo mostrado en temperaturas.